# Євстигнєєв Євген Олександрович
Євстигнє́єв Євге́н Олекса́ндрович (рос. Евге́ний Алекса́ндрович Евстигне́ев; 9 жовтня 1926, Горький, РРФСР — 4 березня 1992, Москва, Росія) — радянський актор театру і кіно, народний артист СРСР (1983).

## Походження. Становлення таланту
Євген Євстигнєєв народився 9 жовтня 1926 року в Нижньому Новгороді в сім'ї робітників.
До війни закінчив семирічку, деякий час працював електромонтером, згодом — слюсарем на заводі. Брав участь у заводській самодіяльності. У 1946 році вступає до Горьківського театрального училища, яке закінчив у 1951-му. Нині цей навчальний заклад носить його ім'я.
Працював у Володимирському обласному театрі драми ім. А. В. Луначарського.
У 1954 році поступає до Школи-студії МХАТ, яку закінчує в 1956-му (курс П. Массальського).
У 1956—1957 рр. був артистом МХАТу.

## «Современник» і перші кіноролі (1957—1970)
У 1957 році переходить до нещодавно створеного театру «Современник». Перший значний успіх Євгена Євстигнєєва на його сцені — роль
короля у спектаклі «Голий король» за п'єсою Є. Шварца (постановка Маргарити Мікаелян).
Ще однією визначною роботою актора в цьому театрі стала роль Сатіна в п'єсі Максима Горького «На дні».
В кіно актор дебютував у 1957 році, зігравши роль Петерсона у фільмі Володимира Петрова «Поєдинок» за одноіменною повістю О. Купріна.
Першою головною роллю Є. Євстигнєєва стала роль директора суднобудівного заводу в фільмі Володимира Дяченка та Петра Тодоровського «Ніколи» (рос. «Никогда») (1962), що знімався на Одеській кіностудії. Петро Тодоровський пізніше назвав саме цю роботу найкращою роллю актора.
Пізніше, в 1964-му, Євстигнєєв зіграв головну роль у дебютному повнометражному фільмі Елема Климова «Ласкаво просимо, або Стороннім вхід заборонено» (рос. «Добро пожаловать, или Посторонним вход воспрещён»).
На обидві ролі актора довго не хотіли затверджувати, проте допомогла наполегливість режисерів.
В 60-х Євстигнєєв також бере участь в екранізаціях творів російської класичної літератури (роль Гаріна у фільмі «Гіперболоїд інженера Гаріна» за повістю О. М. Толстого, підпільного міліонера Корейка у картині «Золоте теля» за мотивами книги І. Ільфа та Є. Петрова, Івана Пралінського у стрічці «Поганий анекдот» за оповіданням Ф. Достоєвського.
Євгена Євстигнєєва помічає Ельдар Рязанов і запрошує його на характерні ролі в фільми «Бережись автомобіля» (1966) і «Зигзаг удачі» (1968).

## МХАТ. Кінороботи 70-х—90-х

### 1970-ті
У 1971-му Євген Євстигнєєв слідом за О. М. Єфремовим переходить до Московського художнього театру.
У 70-х актор задіяний у постановках за п'єсами радянських драматургів — Олександра Гельмана («Зворотній зв'язок», «Ми, що нижче підписалися…»), Михайла Рощина («Валентин і Валентина», «Ешелон», «Старий новий рік») та ін.
Активно знімається в кіно (головна роль у фільмі
О. Зархі «Повість про невідомого актора» (рос. «Повесть о неизвестном актёре»), ролі в фільмах «Підранки» (рос. «Подранки») М. Губенка, «Про Червону Шапочку» Л. Нечаєва, «Старики-розбійники» та «Неймовірні пригоди італійців в Росії» Е. Рязанова, «Місце зустрічі змінити не можна» С. Говорухіна тощо).
Однією зі знакових ролей, які зіграв Є. Євстигнєєв у 70-ті, є роль професора Плейшнера у культовому радянському серіалі «Сімнадцять миттєвостей весни»
(рос. «Семнадцать мгновений весны») Тетяни Ліознової.

### 1980-ті— початок 1990-х
У 80-ті на сцені МХАТу О. М. Єфремов ставить спектаклі за п'єсами А. П. Чехова «Чайка» і «Дядя Ваня». Євстигнєєв виконує в них відповідно ролі Дорна (раніше він грав цього персонажа в «Современнику») і професора Серебрякова.
Продовжує активно зніматися в кіно (головні ролі у фільмах «Демідови», «Ще люблю, ще сподіваюся» (рос. «Ещё люблю, ещё надеюсь»), «Зимовий вечір у Гаграх»). Роль в останньому фільмі актор особливо цінував і прагнув її зіграти, боровся за неї.
Улюбленою роботою Євстигнєєва стала роль професора Преображенського в фільмі Володимира Бортка «Собаче серце». На неї пробувалися Юрій Яковлєв, Владислав Стржельчик, Леонід Броньовий, Михайло Ульянов, проте Є. Євстигнєєв, із погляду режисера картини, був переконливішим.
Останньою роботою актора в кіно стала роль Івана Грозного в міні-серіалі «Єрмак» режисера Валерія Ускова. Її озвучив Сергій Арцибашев.

## Смерть
В актора були серйозні проблеми із серцем. Він переніс кілька інфарктів. У березні 1992-го в Лондоні йому мали зробити операцію, напередодні якої Євстигнєєв помер.
Похований на Новодівочому кладовищі.

## Сім'я
- Перша дружина — акторка й театральна режисерка Галина Волчек (1933—2019).
  - Син — Денис Євстигнєєв (нар. 1961), кінооператор та режисер.
- Друга дружина — акторка Лілія Євстигнєєва (Журкіна) (1937—1986).
  - Дочка — Марія Селянська (нар. 1968), акторка.
    - Онука — Софія Євстигнєєва (Разуваєва) (нар. 1995), акторка.
- Третя дружина — акторка Ірина Цивіна (1963—2019).

## Фільмографія
Багато знімався в кіно, зіграв у понад сотні фільмів (зокрема: «Ласкаво просимо, або Стороннім вхід заборонено», «Дев'ять днів одного року», «Зигзаг удачі», «Золоте теля», «Старий Новий рік», «Улюблена жінка механіка Гаврилова», «Собаче серце»).
Грав у фільмах, знятих на українських кіностудіях:
- «Ніколи» (1962, Олексій),
- «Вірність» (1965, капітан Іван Терентійович),
- «Гіперболоїд інженера Гаріна» (1965, Гарін),
- «Стара фортеця» (телевізійний) (1974, Петлюра),
- «Місце зустрічі змінити не можна» (телевізійний) (1979, Петро Ручников («Ручечник»)),
- «Чорна курка, або Підземні жителі» (1981, батюшка),
- «Нові пригоди янкі при дворі короля Артура» (1988, архієпископ),
- «Яма» (1990, голова суду).